# Montagut (Llagostera)
El Montagut és una muntanya de 498,3 metres que es troba al municipi de Llagostera, a la comarca del Gironès, al Massís de l'Ardenya.
Al seu cim hi havia el Castell de Montagut, però avui en dia només se'n conserven les restes de la fortificació.